# Hanna Glas
Hanna Erica Maria Glas (Sundsvall, Suecia; 16 de abril de 1993) es una futbolista sueca. Juega como defensora en el Kansas City Current de la National Women's Soccer League de Estados Unidos. Es internacional con la selección de Suecia.

## Trayectoria
Glas comenzó su carrera futbolística en el Sundsvalls DFF de la segunda división sueca, la Elitettan. Su primera experiencia en primera fue en 2013, cuando se unió al Sunnanå SK de la Damallsvenskan. En marzo del mismo año, sufrió la segunda rotura del ligamento cruzado anterior de su carrera en un partido de pretemporada contra el Umeå IK, como resultado, se perdió toda la temporada 2013.
En noviembre de 2013, fichó con el Umeå IK y disputó 16 partidos en su primera temporada, anotando 2 goles. Glas jugó la mayor parte de la edición 2015 de la liga sueca antes de lesionarse el ligamento cruzado anterior por tercera vez en septiembre en un partido contra el Kopparberg/Goeteborg FC. Pasó la mayor parte de la temporada 2016 recuperándose de su lesión y volvió a la acción a finales de agosto, jugando 10 partidos con el club. Al final de esta temporada, el Umeå descendió a la Elitettan tras 19 años consecutivos en la primera división de Suecia.
En noviembre de 2016, Glas dejó al descendido Umeå para firmar un contrato de dos años con el Eskilstuna United. En 2018, dio el salto a la Division 1 Féminine francesa tras fichar con el Paris Saint-Germain. Sin embargo, tras disputar solo 5 partidos en su segunda temporada con el club parisino, decidió transferirse al Bayern de Múnich con un contrato de tres años en 2020.
El 25 de abril de 2021, en el partido de ida de la semifinal de la Liga de Campeones 2020-21 contra el Chelsea, Glas dio una asistencia a Sydney Lohmann para luego marcar el gol de la victoria por 2-1. Sin embargo su club fue derrotado en el partido de vuelta con un 4-1, quedándose fuera del torneo. Días después, la UEFA nombraría al tanto de Glas como el mejor gol del torneo 2020-21. El 6 de junio de 2021, la futbolista sueca ganó el primer título nacional de su carrera cuando el Bayern se proclamó campeón de la Bundesliga Femenina por primera vez desde 2016.
Glas se perdió toda la temporada 2022-23 de la liga alemana cuando se rompió el ligamento cruzado anterior por cuarta vez en septiembre de 2022 durante una sesión de entrenamiento con la selección nacional.

## Selección nacional
En 2009, Glas jugó la sub-17 de Suecia y en 2010 sufrió la primera lesión de ligamento cruzado anterior de su carrera en un entrenamiento con el equipo Más tarde avanzó a la selección sub-19, siendo una de las jugadoras clave en el conjunto que ganó el Europeo Sub-19 de 2012.
Glas recibió su primer llamado a la selección mayor de Suecia en 2015 de cara a la clasificación para la Eurocopa de 2017 después de haber tenido una buena temporada en su club ese año, pero su tercera lesión en el ligamento cruzado anterior la dejó afuera del equipo. El 19 de enero de 2017, Glas finalmente debutó con el combinado mayor en una derrota por 2-1 contra Noruega. En 2019, formó parte del conjunto sueco que terminó en tercer lugar en la Copa Mundial de 2019. En 2021, fue titular en la campaña de los Juegos Olímpicos de Tokio 2020 donde Suecia se colgó la medalla de plata.

## Estadísticas

### Clubes
| Club                | País           | Año         |
| ------------------- | -------------- | ----------- |
| Sundsvalls DFF      | Suecia         | 2011 - 2012 |
| Sunnanå SK          | Suecia         | 2013        |
| Umeå IK             | Suecia         | 2014 - 2016 |
| Eskilstuna United   | Suecia         | 2017 - 2018 |
| Paris Saint-Germain | Francia        | 2018 - 2020 |
| Bayern de Múnich    | Alemania       | 2020 - 2023 |
| Kansas City Current | Estados Unidos | 2023 - 2024 |

## Palmarés

### Títulos nacionales
| Título              | Club             | País     | Año     |
| ------------------- | ---------------- | -------- | ------- |
| Bundesliga Femenina | Bayern de Múnich | Alemania | 2020-21 |

### Títulos internacionales
| Título                     | Equipo | País     | Año  |
| -------------------------- | ------ | -------- | ---- |
| Campeonato Europeo Sub-19  | Suecia | Turquía  | 2012 |
| Copa de Algarve            | Suecia | Portugal | 2018 |
| Juegos Olímpicos de Verano | Suecia | Tokio    | 2020 |

(*) Incluyendo la Selección